# الأزمة المصرفية الفنلندية
الأزمة المصرفية الفنلندية في تسعينات القرن العشرين، أزمة نظامية عميقة ضربت القطاع المالي الفنلندي بالكامل استغرقت أساساً في السنوات 1991-1993، بعد عدة سنوات من الطفرة الاقتصادية القائمة على الديون في أواخر الثمانينات. وكان مجموع تكلفة دافعي الضرائب حوالي 8 ٪ من الناتج القومي الإجمالي الفنلندي، ما جعلها أشد الأزمات المصرفية المعاصرة في الشمال الأوروبي. وقد عزت الأزمة إلى مزيج من الاضطرابات على مستوى الاقتصاد الكلي، وضعف التنظيم، ومشاكل مصرفية خاصة. شمل التدخل الحكومي استحواذات مصرفية، والمساعدة النقدية المباشرة وضمانات شاملة مؤقتة للمصارف.